# RWD-23
RWD-23 byl polský lehký výcvikový letoun postavený koncem 30. let. RWD-23 byl jednomotorový, dvoumístný dolnoplošník, vyvinutý týmem RWD a postavený v továrně DWL (Doswiadczalne Warszaty Lotnicze).

## Vznik a vývoj
V letech 1933-1938 se vyráběla letadla RWD-8, polské vzpěrové hornoplošníky (typ parasol) užívané jako cvičný a sportovní letoun. Letadlo bylo navrženo v roce 1938, aby zaplnilo vznikající mezeru v sortimentu polských cvičných letadel. Téměř současně s ukončováním výroby RWD-8 (v DWL Varšava a PWS Biała Podlaska) začaly práce na novém výcvikovém letounu - nastal čas pro jednoplošníky. Nový projekt získal označení RWD-23. Konstrukční práce na letounu se v září 1938 ujali Andrzej Anczutin a Bronisław Żurakowski. Motorové lože pro toto letadlo navrhl Tadeusz Chyliński.
Prototyp zalétal na varšavském letišti Okęcie v prosinci 1938 - lednu 1939 zkušební pilot továrny DWL Eugeniusz Przysiecki. V roce 1939 byl v polském leteckém rejstříku imatrikulován jako SP-BPO. Na jaře a v létě roku 1939 proběhly v ITL Varšava (Instytut Techniczny Lotnictwa, Technický institut letectva) letové zkoušky, po kterých byla zahájena v červnu stavba druhého prototypu. Testy provedené na jaře a v létě 1939 prokázaly dobré letové vlastnosti prototypu, přesto byl letoun mírně upraven v souladu s připomínkami získanými během letů s prvním prototypem.
Předpokládalo se, že toto letadlo nahradí v polském letectvu hromadně používané stroje RWD-8 pro výcvik pilotů. Těsně před přepadením Polska Německem byla objednána polovojenskou organizací LOPP (Liga Obrony Powietrznej i Przeciwgazowej, Liga obrany protiletadlové a protiplynové) výroba 10 strojů.

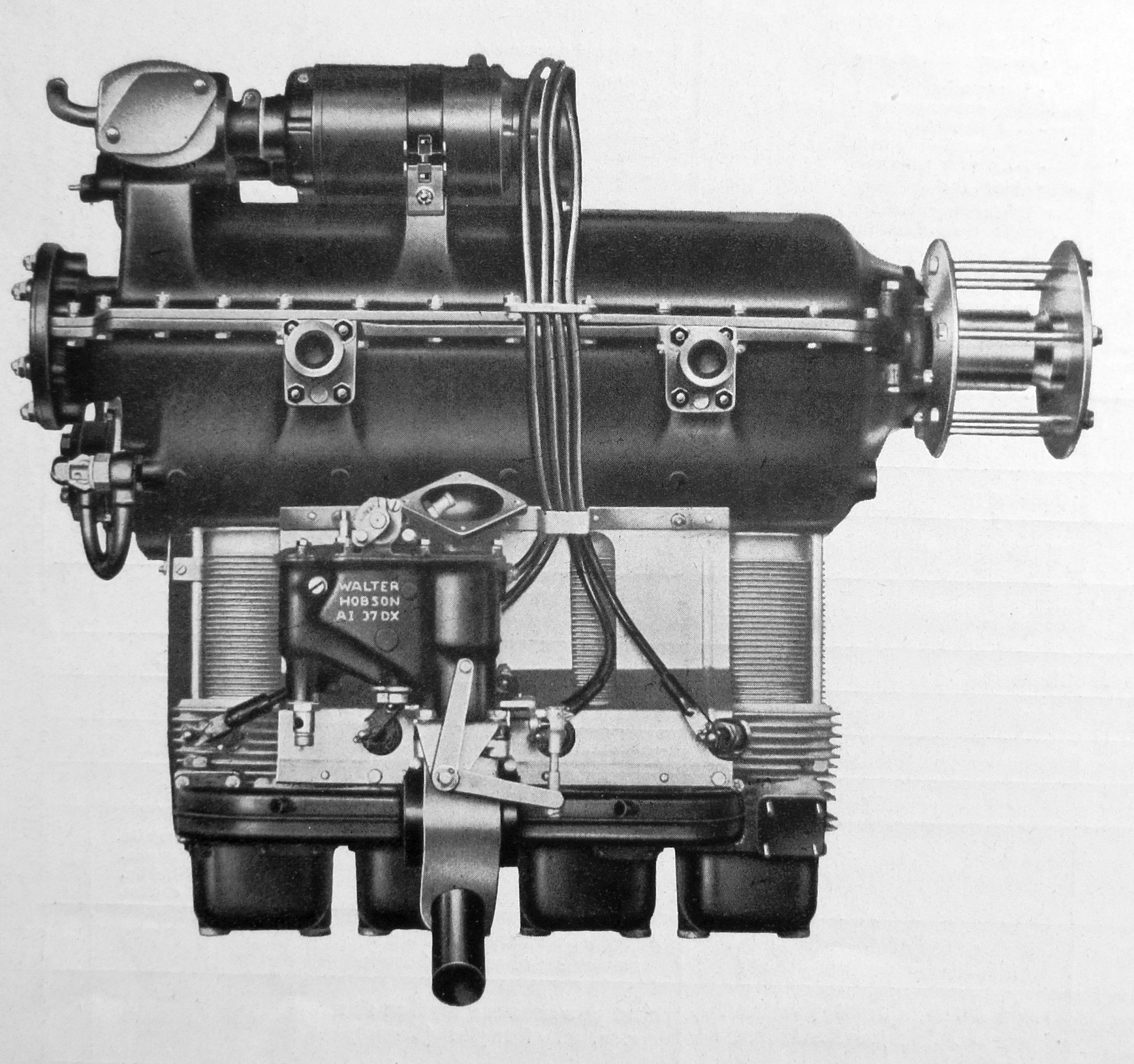
Walter Mikron 4-II (1936)

## Popis letounu
Letadlo bylo podobné stroji de Havilland Moth Minor, ale bylo o více než 100 kg lehčí. Na domácím poli byl srovnáván s hlavním soupeřem PWS-40 „Junák“. Nízká spotřeba, nízkovýkonový motor a jednoduchá dřevěná konstrukce předurčily RDW-23 jako levný a hospodárný letoun.
Jednomotorový konzolový dolnoplošník byl navržen s otevřenými kokpity pilota a žáka v tandemovém uspořádání. Kokpity byly chráněny pouze jednoduchými čelními skly (štíty). Zadní kokpit byl pro lepší výhled trochu zvednut. Prostor na zavazadla byl umístěn za zadním kokpitem. Kapacita palivové nádrže byla 50 l při spotřebě 14 l/h vystačila až na 3,5 h letu.
Skořepinový trup obdélníkového průřezu s horním zaoblením byl opláštěn překližkou. Jednodílná lichoběžníková křídla se zaoblenými špičkami, byla potažena překližkou (vpředu) a křidélka plátnem. Konvenční tvar ocasních ploch byl typický pro konstrukce RWD, např. RWD-8. Výškovky byly z překližky a kýlovka s kormidlem byly potažené plátnem. Konvenční pevný podvozek se zadní ostruhou měl aerodynamicky krytovaná kola s pneumatikami Dunlop.
Invertní řadový čtyřválec Walter Mikron 4-II (1935-1939) poháněl dvoulistou dřevěnou vrtuli. Motor, nesený na gumových tlumičích vibrací, byl namontován na svařované ocelové trubkové konstrukci.
Letoun byl při obsazení pouze pilotem vhodný i jako sportovní verze včetně provádění akrobacie. Vyznačoval se i velmi malými požadavky na délku vzletové a přistávací dráhy (STOL).

## Použití
V červenci 1939 byl letoun předveden veřejnosti v rámci Letu k moři, kterou uspořádal Aeroklub Pomorski z Toruně. Bylo to v souvislosti s novým, leteckým sportovním střediskem, které zde bylo slavnostně otevřeno právě před rokem (18. června 1938). Jeden exemplář RWD-23 byl objednán Egyptem jako vzorový stroj pro ověřovací zkoušky. Vzhledem k invazi do Polska (Nacistické Německo, Slovensko a Sovětský svaz) letoun nebyl dodán.
Hned 1. září 1939 byl během německého bombardování Varšavy zničen prototyp umístěný ještě v ITL. Na straně druhé, některé zdroje se domnívají, že byl zničen polským technickým personálem, aby nepadl do rukou Němců. Druhý prototyp nebyl před válkou dokončen.

## Uživatelé

### Civilní
- Polsko
  - DWL (Doswiadczalne Warszaty Lotnicze)

## Specifikace
Údaje dle

### Technické údaje
- Posádka: 2 (pilot a žák)
- Rozpětí křídla: 11,1 m
- Délka: 8,0 m
- Výška: 1,9 m
- Nosná plocha: 16,0 m2
- Plošné zatížení: 34,4 kg/m2
- Hmotnost prázdného letounu: 325 kg
- Vzletová hmotnost: 550 kg
- Pohonná jednotka: čtyřdobý zážehový invertní vzduchem chlazený čtyřválcový řadový motor Walter Mikron 4-II s přímým náhonem vrtule
  - nominální výkon: 44 kW (60 k) při 2600 ot/min
  - vzletový výkon: 46 kW (62 k) při 2800 ot/min
- Vrtule: dřevěná, dvoulistá vrtule Szomański s pevnými listy

### Výkony
- Maximální rychlost: 171 km/h
- Cestovní rychlost: 145 km/h
- Přistávací rychlost: 65 km/h
- Dolet: 450 km
- Vytrvalost: 3,2 h
- Dostup: 4 000 m
- Stoupavost: 2,6 m/s, do 1000 m 8 min..